# Mariquina
Mariquina è un comune del Cile della provincia di Valdivia nella Regione di Los Ríos. Il capoluogo è la città di San José de la Mariquina. Al censimento del 2002 il comune possedeva una popolazione di 18.223 abitanti.

## Società

### Evoluzione demografica
| Censimento del 1992 | Censimento del 2002 |
| 17.952 ab.          | 18.223 ab.          |